# Bahnstrecke Herborn–Montabaur
| Das Stahlträgerviadukt der 1906 errichteten Hülsbachtalbrücke in Westerburg im August 2012 | |                                                                             |                                                                       |
| Streckennummer (DB): | 3722 (Herborn–Erdbach) 3747 (Erdbach–Montabaur)                                                                             |                                                                             |                                                                       |
| Kursbuchstrecke (DB): | 425 (1981) |                                                                             |                                                                       |
| Kursbuchstrecke: | 166g (Herborn–Westerburg 1934) 166k (Westerb.–Montabaur 1934) 194f (Herborn–Westerburg 1946) 194h (Westerb.–Montabaur 1946) |                                                                             |                                                                       |
| Streckenlänge: | 74,3 km |                                                                             |                                                                       |
| Spurweite: | 1435 mm (Normalspur) |                                                                             |                                                                       |
| Streckenklasse: | D4 |                                                                             |                                                                       |
| Maximale Neigung: | 20 ‰ |                                                                             |                                                                       |
| Streckengeschwindigkeit: | 50 km/h |                                                                             |                                                                       |
| Zugbeeinflussung: | – |                                                                             |                                                                       |
| | |                                                                             |                                                                       |
| \| \| \| Dillstrecke von Wetzlar \| \| \| \| \| \| \| \| \| 0,0 \| Herborn (Dillkr) Anlagen d. Nebenstrecken abgebaut \| 207 m \| \| \| \| \| \| \| \| \| \| \| \| \| \| Aar-Salzböde-Bahn nach Niederwalgern und Dillstrecke nach Siegen (ÜW) \| \| \| \| \| \| \| \| \| \| Dill \| \| \| \| 1,5 \| Burg West \| Burg West \| \| \| \| Bundesautobahn 45 \| \| \| \| 4,3 \| Uckersdorf \| Uckersdorf \| \| \| 5,6 \| Amdorf \| Amdorf \| \| \| 8,3 \| Erdbach (Dillkr) \| Erdbach (Dillkr) \| \| \| \| Erdbacher Tunnel (110 m) \| \| \| \| 11,6 \| Schönbach (Dillkr) \| Schönbach (Dillkr) \| \| \| \| Amdorfbach, Gusternhainer Straße \| \| \| \| \| Schönbacher Tunnel (97 m) \| \| \| \| \| Steinringsberg \| \| \| \| 17,0 \| Roth (Dillkr) \| Roth (Dillkr) \| \| \| 20,3 \| Driedorf (Dillkr) \| Driedorf (Dillkr) \| \| \| 23,0 \| Mademühlen \| Mademühlen \| \| \| \| Neutrassierung wegen Krombachtalsperre \| \| \| \| \| Landesgrenze Hessen / Rheinland-Pfalz \| \| \| \| \| \| \| \| \| 26,8 \| Rehe \| Rehe \| \| \| 28,6 \| Scheitelpunkt \| 565 m \| \| \| \| \| \| \| \| 31,0 \| Alsberg-Kaserne Gleis liegt ab hier noch \| Alsberg-Kaserne Gleis liegt ab hier noch \| \| \| \| \| \| \| \| 31,4 \| Rennerod (Westerw) \| Rennerod (Westerw) \| \| \| 34,6 \| Niederroßbach-Neustadt \| Niederroßbach-Neustadt \| \| \| 37,3 \| Fehl-Ritzhausen \| 474 m \| \| \| \| ehem. nach Erbach \| \| \| \| 38,0 \| Nister \| Nister \| \| \| 39,2 \| Grube Alexandria \| Grube Alexandria \| \| \| 40,2 \| Höhn (Westerw) \| Höhn (Westerw) \| \| \| \| B 255, nicht technisch gesichert \| \| \| \| 43,7 \| Halbs (Westerw) \| Halbs (Westerw) \| \| \| 45,6 \| Hergenroth (Westerw) \| Hergenroth (Westerw) \| \| \| 46,3 \| Liebfrauenkirche [1] \| Liebfrauenkirche [1] \| \| \| \| Hülsbachtalbrücke (225 m) \| \| \| \| \| \| \| \| \| \| Museums-Lokstation mit Ende der Gleise; Oberwesterwaldbahn von Altenkirchen \| \| \| \| \| \| \| \| \| 48,3 \| Westerburg früher Inselbahnhof \| 367 m \| \| \| \| Oberwesterwaldbahn nach Limburg \| \| \| \| 50,4 \| Sainscheid \| Sainscheid \| \| \| 53,1 \| Kölbingen \| Kölbingen \| \| \| 55,8 \| Elbingen (Oberwesterw) \| Elbingen (Oberwesterw) \| \| \| 58,4 \| Herschbach (Oberwesterw) \| Herschbach (Oberwesterw) \| \| \| 60,1 \| Wallmerod (Westerw) \| Wallmerod (Westerw) \| \| \| 62,3 \| Villeroy & Boch II (Anst) \| Villeroy & Boch II (Anst) \| \| \| 64,3 \| Meudt (Westerw) \| Meudt (Westerw) \| \| \| 66,0 \| Fuchs (Anst) \| Fuchs (Anst) \| \| \| \| B 255 ab 2016 \| \| \| \| 67,1 \| Niederahr \| Niederahr \| \| \| 68,8 \| Moschheim \| Moschheim \| \| \| \| (Anst[2]) \| \| \| \| 70,7 \| Bannberscheid-Staudt \| Bannberscheid-Staudt \| \| \| 72,3 \| Montabaur Selbach (Anst) \| Montabaur Selbach (Anst) \| \| \| \| Unterwesterwaldbahn von Limburg-Staffel \| \| \| \| \| Bundesautobahn 3 \| \| \| \| \| alte Trasse vor dem Bau der SFS \| \| \| \| \| Schnellfahrstrecke von Frankfurt \| \| \| \| 74,3 \| Montabaur (neu/alt) \| 230 m \| \| \| \| Schnellfahrstrecke nach Köln \| \| \| \| \| Unterwesterwaldbahn nach Siershahn \| \| \| \| \| \| \| \| Quellen: [3][4] \| \| \| \| | |                                                                             |                                                                       |
| | | Dillstrecke von Wetzlar                                                     |                                                                       |
| | |                                                                             |                                                                       |
| Kopfbahnhof Streckenanfang · Bahnhof | 0,0 | Herborn (Dillkr) Anlagen d. Nebenstrecken abgebaut                          | 207 m                                                                 |
| | |                                                                             |                                                                       |
| | |                                                                             |                                                                       |
| Kreuzung Streckenende und geradeaus oben · Strecke nach rechts | | Aar-Salzböde-Bahn nach Niederwalgern und Dillstrecke nach Siegen (ÜW)       | Aar-Salzböde-Bahn nach Niederwalgern und Dillstrecke nach Siegen (ÜW) |
| | |                                                                             |                                                                       |
| | | Dill                                                                        |                                                                       |
| | 1,5 | Burg West                                                                   | Burg West                                                             |
| Strecke (außer Betrieb) | | Bundesautobahn 45                                                           | Bundesautobahn 45                                                     |
| Bahnhof (Strecke außer Betrieb) | 4,3 | Uckersdorf                                                                  | Uckersdorf                                                            |
| Bahnhof (Strecke außer Betrieb) | 5,6 | Amdorf                                                                      | Amdorf                                                                |
| Spitzkehrbahnhof rechts | 8,3 | Erdbach (Dillkr)                                                            | Erdbach (Dillkr)                                                      |
| Tunnel (Strecke außer Betrieb) | | Erdbacher Tunnel (110 m)                                                    | Erdbacher Tunnel (110 m)                                              |
| Bahnhof (Strecke außer Betrieb) | 11,6 | Schönbach (Dillkr)                                                          | Schönbach (Dillkr)                                                    |
| Brücke über Wasserlauf (Strecke außer Betrieb) | | Amdorfbach, Gusternhainer Straße                                            | Amdorfbach, Gusternhainer Straße                                      |
| Tunnel (Strecke außer Betrieb) | | Schönbacher Tunnel (97 m)                                                   | Schönbacher Tunnel (97 m)                                             |
| Bahnhof (Strecke außer Betrieb) | | Steinringsberg                                                              | Steinringsberg                                                        |
| Bahnhof (Strecke außer Betrieb) | 17,0 | Roth (Dillkr)                                                               | Roth (Dillkr)                                                         |
| Bahnhof (Strecke außer Betrieb) | 20,3 | Driedorf (Dillkr)                                                           | Driedorf (Dillkr)                                                     |
| Bahnhof (Strecke außer Betrieb) | 23,0 | Mademühlen                                                                  | Mademühlen                                                            |
| Verschwenkung von links (Strecke außer Betrieb) · Verschwenkung von rechts (Strecke außer Betrieb) | | Neutrassierung wegen Krombachtalsperre                                      | Neutrassierung wegen Krombachtalsperre                                |
| Grenze (Strecke außer Betrieb) · Grenze (Strecke außer Betrieb) | | Landesgrenze Hessen / Rheinland-Pfalz                                       | Landesgrenze Hessen / Rheinland-Pfalz                                 |
| Verschwenkung nach links (Strecke außer Betrieb) · Verschwenkung nach rechts (Strecke außer Betrieb) | |                                                                             |                                                                       |
| Bahnhof (Strecke außer Betrieb) | 26,8 | Rehe                                                                        | Rehe                                                                  |
| | 28,6 | Scheitelpunkt                                                               | 565 m                                                                 |
| | |                                                                             |                                                                       |
| | 31,0 | Alsberg-Kaserne Gleis liegt ab hier noch                                    | Alsberg-Kaserne Gleis liegt ab hier noch                              |
| | |                                                                             |                                                                       |
| Bahnhof (Strecke außer Betrieb) | 31,4 | Rennerod (Westerw)                                                          | Rennerod (Westerw)                                                    |
| Bahnhof (Strecke außer Betrieb) | 34,6 | Niederroßbach-Neustadt                                                      | Niederroßbach-Neustadt                                                |
| Bahnhof (Strecke außer Betrieb) | 37,3 | Fehl-Ritzhausen                                                             | 474 m                                                                 |
| Abzweig geradeaus und nach rechts (Strecke außer Betrieb) | | ehem. nach Erbach                                                           | ehem. nach Erbach                                                     |
| Brücke über Wasserlauf (Strecke außer Betrieb) | 38,0 | Nister                                                                      | Nister                                                                |
| Haltepunkt / Haltestelle (Strecke außer Betrieb) | 39,2 | Grube Alexandria                                                            | Grube Alexandria                                                      |
| Bahnhof (Strecke außer Betrieb) | 40,2 | Höhn (Westerw)                                                              | Höhn (Westerw)                                                        |
| Bahnübergang (Strecke außer Betrieb) | | B 255, nicht technisch gesichert                                            | B 255, nicht technisch gesichert                                      |
| Haltepunkt / Haltestelle (Strecke außer Betrieb) | 43,7 | Halbs (Westerw)                                                             | Halbs (Westerw)                                                       |
| Bahnhof (Strecke außer Betrieb) | 45,6 | Hergenroth (Westerw)                                                        | Hergenroth (Westerw)                                                  |
| Haltepunkt / Haltestelle (Strecke außer Betrieb) | 46,3 | Liebfrauenkirche                                                            | Liebfrauenkirche                                                      |
| Brücke (Strecke außer Betrieb) | | Hülsbachtalbrücke (225 m)                                                   | Hülsbachtalbrücke (225 m)                                             |
| | |                                                                             |                                                                       |
| | | Museums-Lokstation mit Ende der Gleise; Oberwesterwaldbahn von Altenkirchen |                                                                       |
| | |                                                                             |                                                                       |
| Bahnhof Streckenende | 48,3 | Westerburg früher Inselbahnhof                                              | 367 m                                                                 |
| Strecke nach links und nach rechts | | Oberwesterwaldbahn nach Limburg                                             | Oberwesterwaldbahn nach Limburg                                       |
| Bahnhof (Strecke außer Betrieb) | 50,4 | Sainscheid                                                                  | Sainscheid                                                            |
| Bahnhof (Strecke außer Betrieb) | 53,1 | Kölbingen                                                                   | Kölbingen                                                             |
| Bahnhof (Strecke außer Betrieb) | 55,8 | Elbingen (Oberwesterw)                                                      | Elbingen (Oberwesterw)                                                |
| Bahnhof (Strecke außer Betrieb) | 58,4 | Herschbach (Oberwesterw)                                                    | Herschbach (Oberwesterw)                                              |
| Betriebs-/Güterbahnhof Strecke bis hier außer Betrieb | 60,1 | Wallmerod (Westerw)                                                         | Wallmerod (Westerw)                                                   |
| Abzweig geradeaus und von links | 62,3 | Villeroy & Boch II (Anst)                                                   | Villeroy & Boch II (Anst)                                             |
| Dienststation / Betriebs- oder Güterbahnhof | 64,3 | Meudt (Westerw)                                                             | Meudt (Westerw)                                                       |
| Abzweig geradeaus und von links | 66,0 | Fuchs (Anst)                                                                | Fuchs (Anst)                                                          |
| Brücke | | B 255 ab 2016                                                               | B 255 ab 2016                                                         |
| Dienststation / Betriebs- oder Güterbahnhof | 67,1 | Niederahr                                                                   | Niederahr                                                             |
| Dienststation / Betriebs- oder Güterbahnhof | 68,8 | Moschheim                                                                   | Moschheim                                                             |
| Abzweig geradeaus und von rechts | | (Anst)                                                                      | (Anst)                                                                |
| Blockstelle | 70,7 | Bannberscheid-Staudt                                                        | Bannberscheid-Staudt                                                  |
| Blockstelle | 72,3 | Montabaur Selbach (Anst)                                                    | Montabaur Selbach (Anst)                                              |
| Abzweig geradeaus und von links | | Unterwesterwaldbahn von Limburg-Staffel                                     | Unterwesterwaldbahn von Limburg-Staffel                               |
| Strecke | | Bundesautobahn 3                                                            | Bundesautobahn 3                                                      |
| Verschwenkung von links · Verschwenkung von rechts (Strecke außer Betrieb) | | alte Trasse vor dem Bau der SFS                                             | alte Trasse vor dem Bau der SFS                                       |
| Abzweig geradeaus und von links · Kreuzung (Strecke geradeaus außer Betrieb) | | Schnellfahrstrecke von Frankfurt                                            | Schnellfahrstrecke von Frankfurt                                      |
| Bahnhof · Bahnhof (Strecke außer Betrieb) | 74,3 | Montabaur (neu/alt)                                                         | 230 m                                                                 |
| Abzweig geradeaus und nach links · Kreuzung (Strecke geradeaus außer Betrieb) | | Schnellfahrstrecke nach Köln                                                | Schnellfahrstrecke nach Köln                                          |
| Verschwenkung nach links · Verschwenkung nach rechts (Strecke außer Betrieb) | | Unterwesterwaldbahn nach Siershahn                                          | Unterwesterwaldbahn nach Siershahn                                    |
| | |                                                                             |                                                                       |
| Quellen: | |                                                                             |                                                                       |

Die Bahnstrecke Herborn–Montabaur, auch Westerwaldquerbahn genannt, ist eine Nebenbahn in Hessen und Rheinland-Pfalz. Sie führte ursprünglich von Herborn über Driedorf, Fehl-Ritzhausen und Westerburg nach Montabaur. Heute ist nur noch der Abschnitt zwischen Wallmerod und Montabaur für den Güterverkehr in Betrieb.

## Geschichte
Pläne für die Westerwaldquerbahn kamen am Ende des 19. Jahrhunderts auf. Motivation war, wie für alle Bahnprojekte im Westerwald, die bessere Erschließung der insbesondere mineralischen Rohstoffquellen (vor allem Ton und verschiedene Gesteine, teils auch Eisenerz), die Anbindung der an diesen Abbaustellen entstandene Weiterverarbeitungsbetriebe, eine bessere Beförderung der zahlreichen Wanderarbeiter der Region zu den industriellen Zentren und allgemein die wirtschaftliche Aufwertung der ärmlichen Region. Die Westerwaldquerbahn sollte dabei als relativ spätes Eisenbahnprojekt in der Region den nordöstlichen, von den älteren Bahnstrecken abgelegenen Teil des Westerwalds besser an die bereits stärker industrialisierten Zonen des Siegerlands und an der Lahn anschließen, ebenso die Erreichbarkeit der Kurstadt Bad Marienberg via Bahnstrecke Erbach-Fehl-Ritzhausen ab dem Bahnhof Fehl-Ritzhausen.
1898 genehmigte der preußische Landtag den Bau einer Eisenbahnlinie von Herborn bis zu einem noch zu bestimmenden Einmündungspunkt in die Oberwesterwaldbahn und weiter westlich bis nach Montabaur oder Siershahn an der Unterwesterwaldbahn.

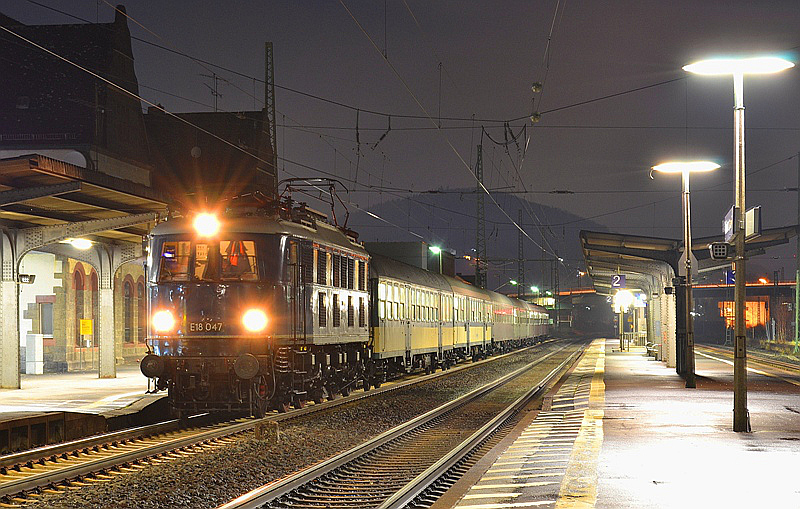
Bahnhof Herborn (Dillkreis), östliches Ende der Westerwaldquerbahn

Es folgten politische Auseinandersetzungen über den genauen Streckenverlauf sowie mehrere Vorschläge für verschiedene Streckenverläufe, so dass es erst von 1906 an zu folgenden Streckeneröffnungen kam:
| Von        | Nach       | Eröffnungsdatum |
| ---------- | ---------- | --------------- |
| Herborn    | Driedorf   | 1. Mai 1906     |
| Driedorf   | Rennerod   | 1. Oktober 1906 |
| Rennerod   | Westerburg | 16. Juli 1907   |
| Westerburg | Montabaur  | 1. Juni 1910    |

Weitere Westerwaldquerbahn-Entwürfe um 1900 herum, die nie verwirklicht wurden, waren die Strecken Burbach – Niederroßbach, Erbach – Selters, Montabaur – Vallendar und Montabaur – Lahn.
Ein Wallmeroder Bürger, Karl Hutter, stiftete dieser Bahn einen größeren Geldbetrag, so dass die schon anders geplante Eisenbahnlinie in weitem Bogen nach Südosten in Richtung seines Heimatdorfes umgeleitet wurde.
Die Französische Besatzungsmacht ordnete nach dem Zweiten Weltkrieg alle Bahnstrecken im nördlichen Teil ihrer Besatzungszone der Eisenbahndirektion Mainz zu, so auch die Bahnstrecke Herborn–Montabaur zwischen Montabaur und Rehe.
Im Zuge des Baus der Krombachtalsperre von 1946 bis 1949 wurde die Strecke im Bereich der Talsperre nach Norden verlegt.
Mit der schrittweisen Auflösung der Bundesbahndirektion Mainz in den Jahren 1971/72 fiel die Zuständigkeit für den Abschnitt zwischen Fehl-Ritzhausen bis kurz vor Montabaur zum 1. Januar 1971 an die Bundesbahndirektion Frankfurt/M.

### Verkehrseinstellungen und Stilllegungen
Der Abschnitt Montabaur–Westerburg wurde zum 2. November 1954 auf vereinfachten Nebenbahnbetrieb umgestellt, der Abschnitt Westerburg–Fehl-Ritzhausen folgte zum 22. Mai 1955, was zum 1. Juni 1969 bis Rennerod ausgedehnt wurde. Zudem wurde der Bahnhof Hergenroth 1959 zum Haltepunkt herabgestuft, der Bahnhof Kölbingen 1967.
| Von            | Nach           | Einstellung PV | Einstellung GV     | Stilllegung    |
| -------------- | -------------- | -------------- | ------------------ | -------------- |
| Herborn        | Schönbach      | 31. Mai 1980   | 27. September 1985 |                |
| Schönbach      | Steinringsberg | 31. Mai 1966   | 1. Juni 1984       |                |
| Steinringsberg | Driedorf       | 31. Mai 1959   | 1. Juni 1984       |                |
| Driedorf       | Mademühlen     | 31. Mai 1959   | 1. April 1974      |                |
| Mademühlen     | Rennerod       | 31. Mai 1959   | 1. Januar 1967     |                |
| Rennerod       | Westerburg     | 31. Mai 1981   | 18. April 1995     | 25. April 1998 |
| Westerburg     | Wallmerod      | 31. Mai 1981   | 30. Mai 1985       |                |
| Wallmerod      | Montabaur      | 31. Mai 1981   | in Betrieb         |                |

Zwischen Herborn und Rennerod sowie zwischen Westerburg und Wallmerod ist die Strecke abgebaut; auf dem letztgenannten Abschnitt wurde 1989 ein Bahntrassenradweg eröffnet.

### Aktueller Betrieb

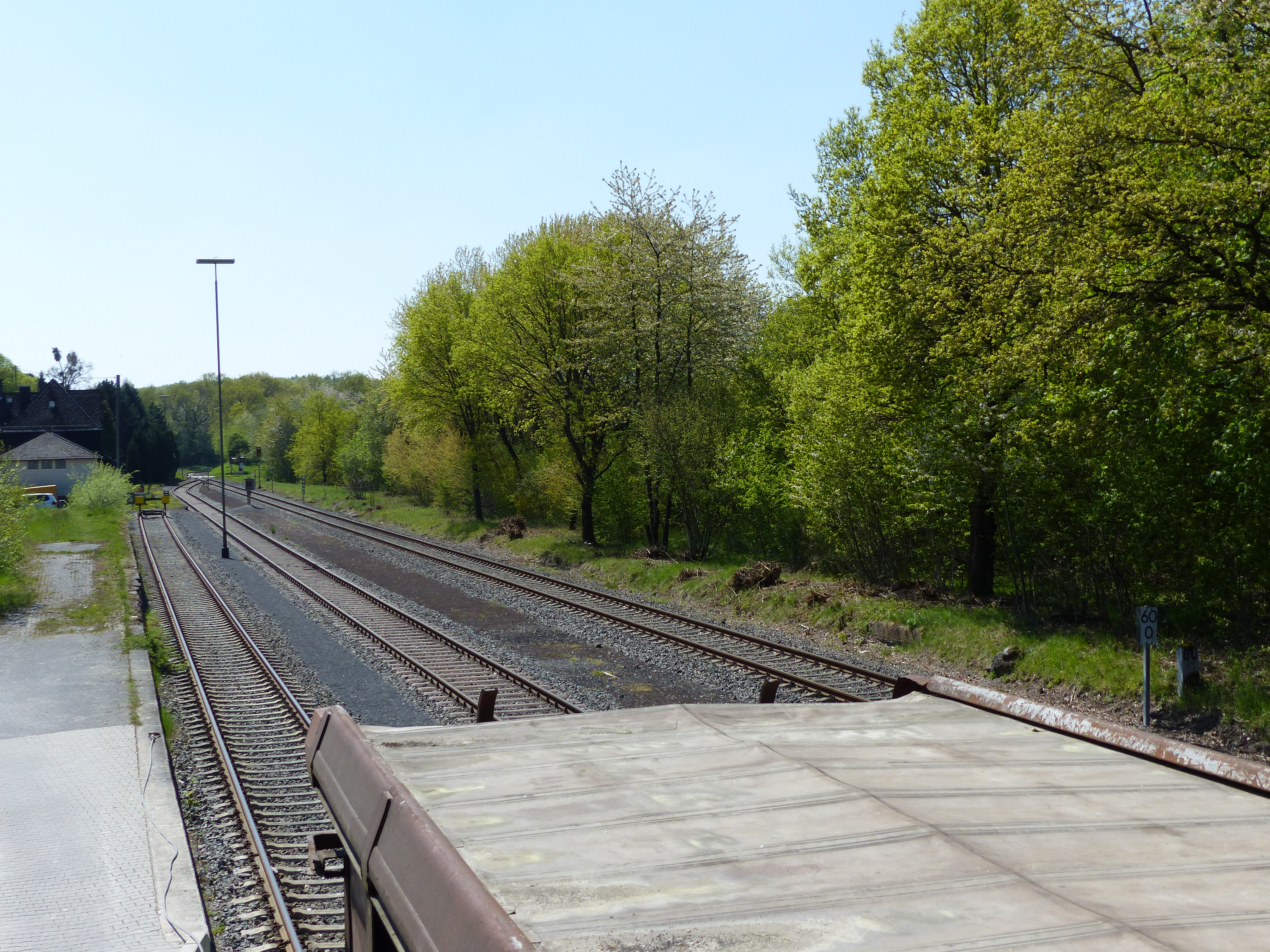
Bahnhof Wallmerod: Blick von der Verladeanlage für Ton

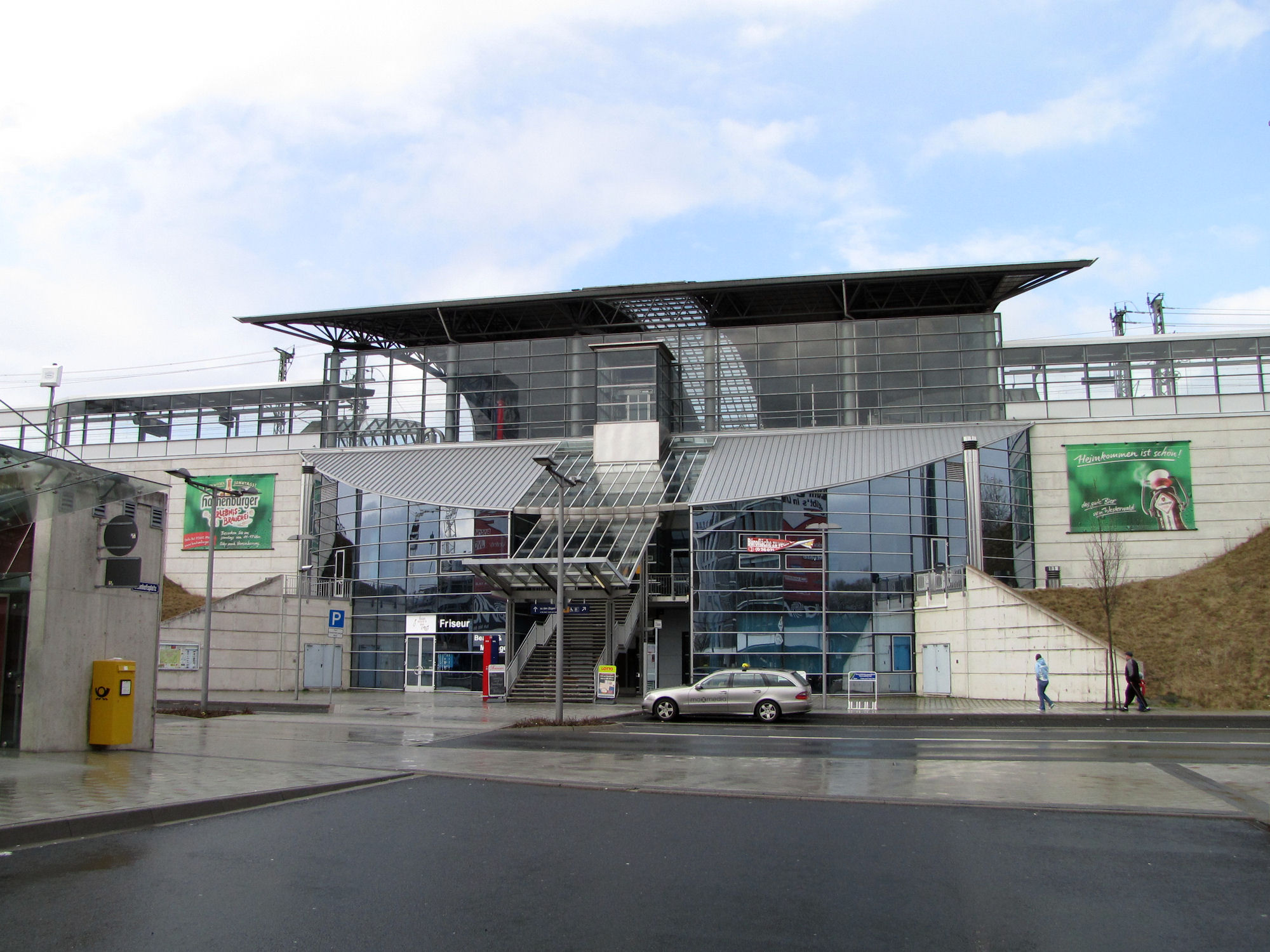
Neues Empfangsgebäude in Montabaur, dem westlichen Ende der Westerwaldquerbahn

Zwischen Wallmerod und Montabaur dient die Strecke als Teil der Infrastruktur von DB InfraGO bis heute dem Güterverkehr. DB Cargo befördert dort in Ganzzügen Ton aus den Tongruben rund um Wallmerod (u. a. Villeroy & Boch). Die Strecke wird im Zugleitbetrieb betrieben. Zugleiter ist der Fahrdienstleiter Montabaur.

### Zukunft
Die Interessengemeinschaft Westerwald-Querbahn (IWQ) e. V. hat im August 2013 die Strecke Westerburg–Rennerod von der DB Netz AG gepachtet und strebt eine abschnittweise Instandsetzung als Touristikbahn an.
Seit April 2014 finden auf dem sechs Kilometer langen und von der IG Westerwald-Querbahn e. V. (IWQ) betreuten Teilstück zwischen Fehl-Ritzhausen und Rennerod Fahrten mit Handhebeldraisinen statt. Eine Weiterführung ist für die kommenden Jahre geplant.

### Unfall
Am 13. August 1973 kam es im Bahnhof Erdbach zu einem spektakulären Unfall: Durch den Eingriff Betriebsfremder im Streckenabschnitt Rehe–Mademühlen wurden die Handbremse von 16 auf der stillgelegten Strecke abgestellten Güterwagen gelöst, wodurch diese im Gefälle bergabwärts zu rollen begannen. Nach 15 Kilometern und Querung von 20 Bahnübergängen trafen sie auf den Prellbock des Spitzkehren-Bahnhofs Erdbach, überfuhren ihn und schlugen 50 Meter weiter in ein Wohnhaus ein, in dem eine Frau ums Leben kam.

## Bauliche Besonderheiten

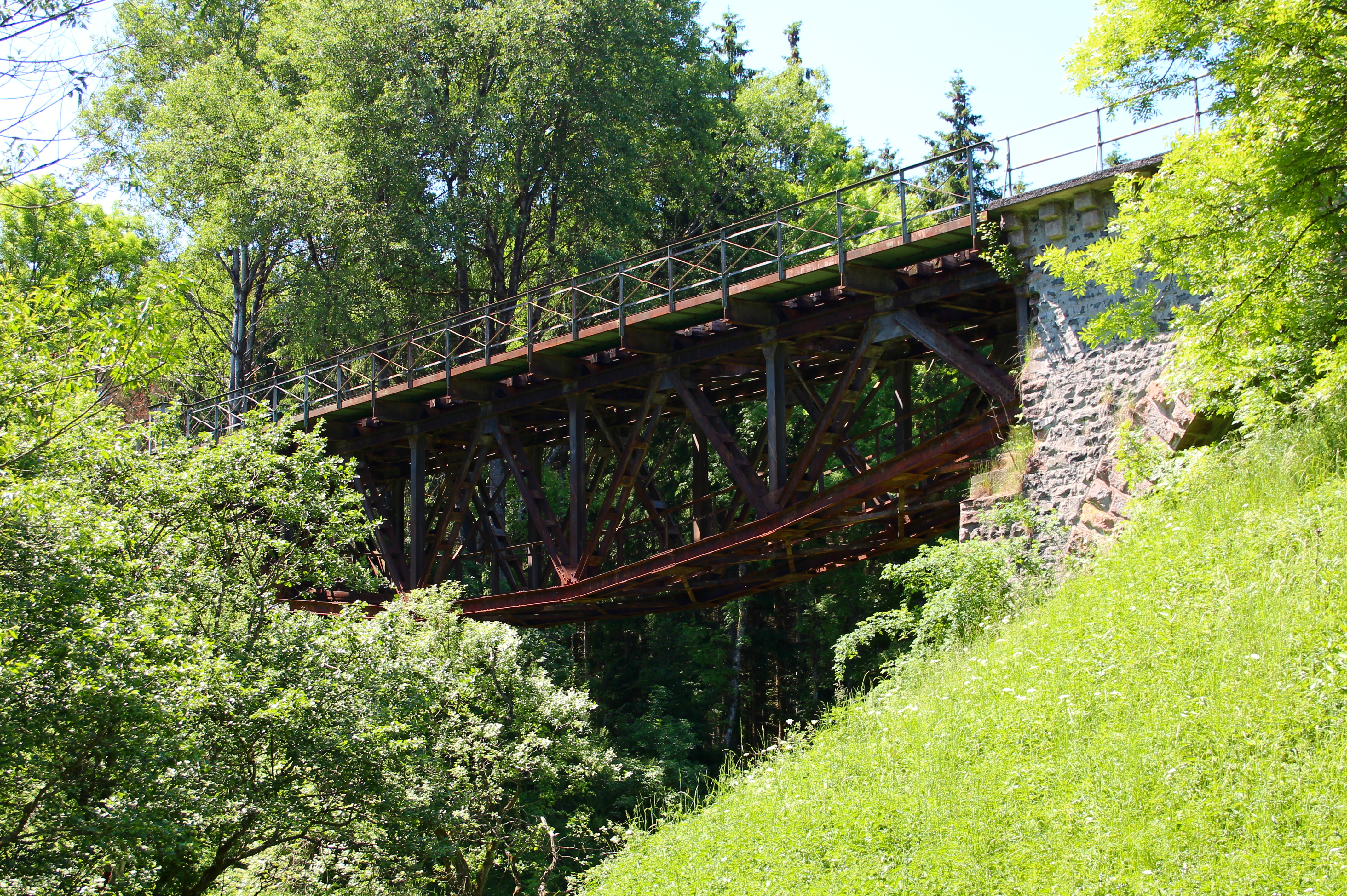
Die Nisterbrücke bei Fehl-Ritzhausen, 2021

Mit der Spitzkehre in Erdbach, den beiden Tunneln bei Erdbach und Schönbach sowie den beiden unter Denkmalschutz stehenden Stahlträgerviadukten der Hülsbachtalbrücke in Westerburg und der Fischbauchträgerbrücke bei Fehl-Ritzhausen wies sie einige bauliche Besonderheiten auf.

## Film
- SWR: Eisenbahn-Romantik – Westerwälder Visionen (Folge 786)[16]